# Rio Alun
Rio Alun é um rio da Romênia afluente do rio Luncani, localizado no distrito de Hunedoara.